# Al Jackson, Jr.
Al Jackson, Jr. (27. listopadu 1935 Memphis – 1. října 1975 tamtéž) byl americký bubeník. Na bicí začal hrát již v dětství poprvé vystupoval když mu bylo pět let po boku svého otce. V letech 1962–1971 byl členem skupiny Booker T. & the M.G.'s, se kterou hrál i poté, co byla v roce 1973 obnovena až do své smrti o dva roky později. V říjnu 1975 byl zastřelen. Během své kariéry pracoval jako studiový hudebník a hrál na albech Otise Reddinga, Wilsona Picketta, Carly Thomas a dalších.